# Inselrat der Pitcairninseln
Der Island Council (deutsch Inselrat) ist das Parlament im Einkammersystem der Pitcairninseln. Hierbei handelt es sich um das letzte verbliebene Britische Überseegebiet im Pazifischen Ozean. In das Parlament werden laut der Verfassung der Pitcairninseln zehn Mitglieder gewählt. Höchstes politisches Amt und damit faktisch Regierungschef der Pitcairninseln ist das des Bürgermeisters.
Der Island Council tagt in Adamstown und besteht aus dem Gouverneur, seinem Stellvertreter, einem Verwalter (jeweils ohne Stimmrecht) sowie fünf Ratsmitgliedern, dem Bürgermeister (als faktischer Regierungschef) und seinem Vize. Damit sind etwa 20 % der Einwohner der Pitcairninseln gleichzeitig Abgeordnete.
Der Inselrat hat in Absprache mit dem Gouverneur die Befugnis Gesetze zu beschließen und Verordnungen zu erlassen.